# Paul Lacroix (artiste)
Pour les articles homonymes, voir Paul Lacroix et Lacroix.
Paul Lacroix (11 avril 1929 à Sainte-Marie-de-Beauce dans la province de Québec au Canada - 10 avril 2014, à Québec) est un artiste québécois.
Surtout réputé pour ses dessins, il a aussi réalisé des sculptures, des photographies et des intégrations à l'architecture.
"Il faudrait pour écrire à partir des, à côté des dessins de Paul Lacroix (travail d'anamorphose), évoquer ceux de Léonard, de Michel-Ange, Rosso, Bronzino. Évoquer donc une tradition classique, puis moderne, de Pontormo à Cy Twombly, et une tradition de lecture; ce qui constituerait une mise en scène de "la" culture (à voir les uns on appréhenderait les autres). On devrait aussi parler du fragment, car il retient des morceaux de corps sur/en des morceaux/sections, territoires, aires de dessins; parler des espaces qu'il réserve (à moins que les "blancs" ne recouvrent le dessin; que faut-il regarder alors?). Il faudrait encore reconsidérer des notions comme celles de pensiero, studio, modello, puisque le dessin, ici, ne prépare pas à une pratique ultérieure, picturale ou autre; il n'annonce pas un projet. Ni achèvement, ni préfiguration. Il est là."
Il a principalement travaillé et vécu à Québec. Il meurt la toute veille de son quatre-vingt-cinquième anniversaire le 10 avril 2014,,.

## Biographie
Paul Lacroix étudie à l'École des beaux-arts de Québec (1946-50) et à l'École des beaux-arts de Montréal (1951-52). À cette dernière École, il étudie auprès d'Alfred Pellan.
Par la suite, il étudie auprès d'Ossip Zadkine à Paris en 1952-53 et de Mario Marini à Milan en 1954.
Il est professeur à l'École des beaux-arts de Québec puis à l'École des arts visuels de l'Université Laval de 1973 à 1989, où il devient professeur émérite.

## Œuvres

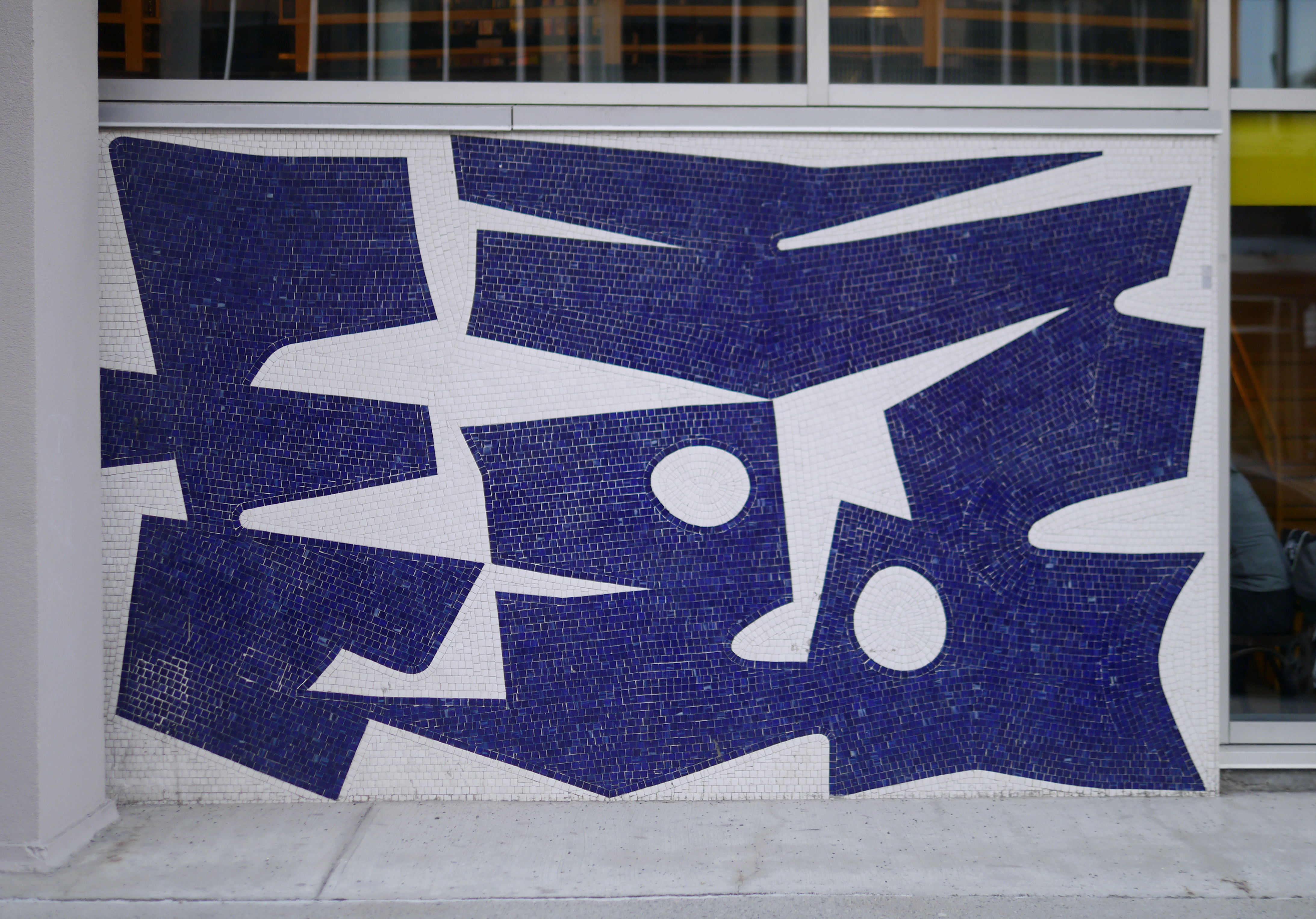
Sans titre, murale mosaïque, Édifice Lafayette, 585, boulevard Charest Est, Québec

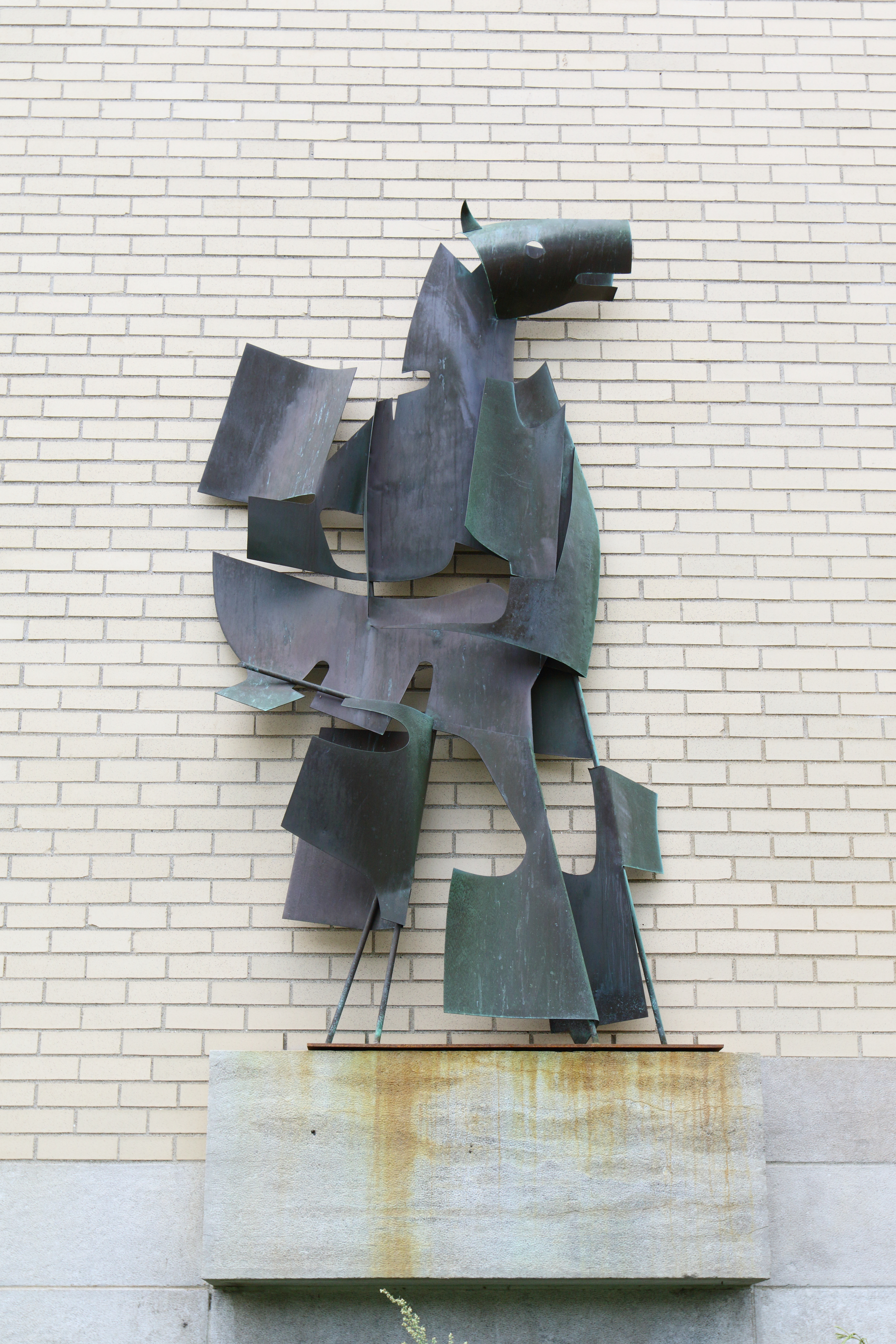
Hippogriffe (1957), entrée 7 du pavillon H.-Biermans – L.-Moraud (façade sud), l’Université Laval

Les œuvres de Paul Lacroix ont principalement été montrées au Québec, au Canada, aux États-Unis et en France.

## Expositions

### Principales expositions individuelles
Ses œuvres ont été exposées à Québec à la Galerie Jolliet (1976, 1978, 1980, 1981). Par la suite, il a exposé à la Galerie René Bertrand (1985). En 1987, le commissaire indépendant René Bertrand organise aux Voûtes de la Maison Boswell son exposition ... des voluptés de remplacement). Cette exposition est aussi présentée à la Galerie d'art de Matane. À partir de 1989, il expose à la Galerie Madeleine Lacerte (1989 : Membra disjecta; 1994 : Livre d'artiste, et 2001 : Mais qui a peur de son ombre ?). En 2000, l'exposition Lèvres de velours et d'autres qui le sont moins est présentée à la Galerie Vu.
À Montréal, ses œuvres ont été exposées à la Galerie Jolliet (1981, 1982,, et 1983) et à la Galerie Trois Points (1990, 1992 : Dessins de 1966-1988; 1994 : Livre d'artiste; 1996 : Autoportraits et autres ruines; 2000 : Lèvres de velours et d'autres qui le sont moins).
Autres expositions importantes
- « Paul Lacroix. Peintures et dessins », Musée du Québec, 1966[13]
- « Paul Lacroix. Œuvres sur papier 1976-1998 », Musée du Québec, 1998
- « Fragments d’ombres », Centre d’exposition de Baie-Saint-Paul, 2000
- « Paul Lacroix. De pied en cap », Musée du Bas-Saint-Laurent[14] de Rivière-du-Loup, 2001
- « Expositions dessins photographies », Musée d'art contemporain des Laurentides[15]  de Saint-Jérôme, à Expression-Centre d’exposition de St-Hyacinthe et au Musée des beaux-arts de Sherbrooke[16], 2005
- « Paul Lacroix, de la série Hommage », Galerie des arts visuels de l’Université Laval[17], Québec, 2006

### Principales expositions collectives
- « Québec 84: l’art d’aujourd’hui », Musée du Québec, Québec, 1984
- « Où est le fragment? », Musée d'art contemporain de Montréal, 1987
- « Le dessin errant », Dalhousie Art Gallery, Halifax, 1988
- « Persona », Musée régional de Rimouski, 1991
- « Triangle », Le Centre d’exposition de Baie-Saint-Paul, 1993
- « Devine qui débarque? », Galerie Véronique Smagghe, Paris, 1994
- « Le corps aux abords du dessin », Musée régional de Rimouski, 1996
- « Collection d’œuvres abstraites de l’Université Laval, 1962-1992 », Galerie de l’École des arts visuels[18], Québec, 1998
- « Portraits, deux siècles de portraits », Centre d’exposition de Baie-Saint-Paul, 1999
- « De l’humain dans la collection », Musée régional de Rimouski, 2001
- « Regard sur une société disparue », Théâtre Périscope/Théâtre blanc, Québec, 2001
- « Les éditions Roselin. Intimités poétiques », Musée d’art de Joliette, 2001
- « Québec-New York », Albany Center, 2001
- « « Ruses », Ruses, œuvres photographiques récentes de Nicole Jolicoeur et de Paul Lacroix », Centre Vu, Québec, 2003[19]

### Collections
Son œuvre est représentée dans plusieurs collections, dont celles de la Banque d'art du Conseil des arts du Canada, du Musée d'art contemporain de Montréal, du Musée national des beaux-arts du Québec et de l'Université Laval.

## Publications

### Recueils
- Les cahiers d'ombres: travaux photographiques, Paul Lacroix, Lisanne Nadeau, Jacques Fournier, Roselin, 1994  (ISBN 978-2-9803-6619-2)
- Paul Lacroix - Inventaire d'une vie avant liquidation, 35p., 2010

### Catalogues d'exposition
- Paul Lacroix - Retour de Rome, Galerie Jolliet, Québec, 1980
- Paul Lacroix, Bulletin de la Galerie Jolliet, no 12, Montréal, 1982
- Paul Lacroix : Œuvres sur papier 1975-1998, Lisanne Nadeau et John R. Porter, Musée du Québec, 1998

## Distinction
- Prix Videre Reconnaissance décerné par la Manif d'art en 2001[21].